# Lavrentij Alekseevič Zagoskin
Lavrentij Alekseevič Zagoskin (in russo Лаврентий Алексеевич Загоскин?; 21 maggio 1808 – Rjazan', 22 gennaio 1890) è stato un navigatore ed esploratore russo che studiò l'Alaska.

## Biografia
Zagoskin nacque nel 1808 nella Gubernija di Penza, in un villaggio chiamato Nikolayevka. Nonostante Nikolayevka non si affacciasse sull'oceano, Zagoskin entrò nella marina russa prestando servizio come ufficiale nei mari Baltico e Caspio. Fu in seguito introdotto alla conoscenza di mineralogia, zoologia, botanicae entomologia da parte dello scienziato russo I.G. Voznesensky
Nel 1799 la Russia fondò la Compagnia russo-americana conferendogli poteri monopolistici sulla regione oggi nota come Alaska, nel corso del loro tentativo di colonizzazione. I primi esploratori russi quali Vitus Bering, Mikhail Gvozdev e Georg Wilhelm Steller fornirono le prime conoscenze della regione costiera, ma nel 1840 si conosceva ancora poco dell'entroterra della colonia. Era necessario saperne di più per poter ampliare le opportunità commerciali della Compagnia russo-americana. A Zagoskin fu assegnato un compito di due anni per la ricognizione della regione al fine di trovare i migliori luoghi per la fondazione di trading post.
Nel 1842 e nel 1843 esplorò i fiumi Yukon, Kuskokwim, Innoko e Koyukuk per un totale di 5310 km. I suoi diari contengono informazioni dettagliate riguardo ai popoli nativi, alle loro usanze, alla lingua ed all'ecosistema della regione.
Zagoskin ricevette un'onorificenza dell'Accademia delle Scienze per il suon lavoro.
Tra gli insediamenti visitati da Zagoskin vi furono:
- Upper Kalskag
- Golovin
- Shaktoolik
- Selawik
- Crow Village
- Georgetown
- Kwigiumpainukamiut

Zagoskin morì a Rjazan' il 22 gennaio 1890.